# 黒い一月事件

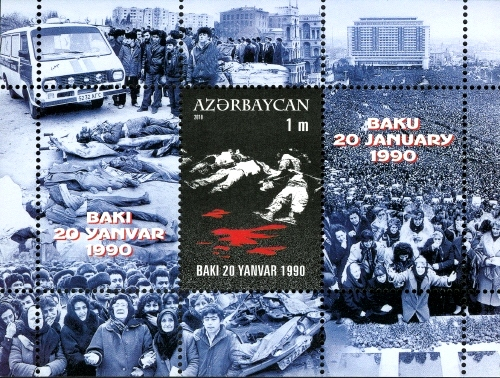
黒い一月事件の写真を使用したアゼルバイジャンの切手

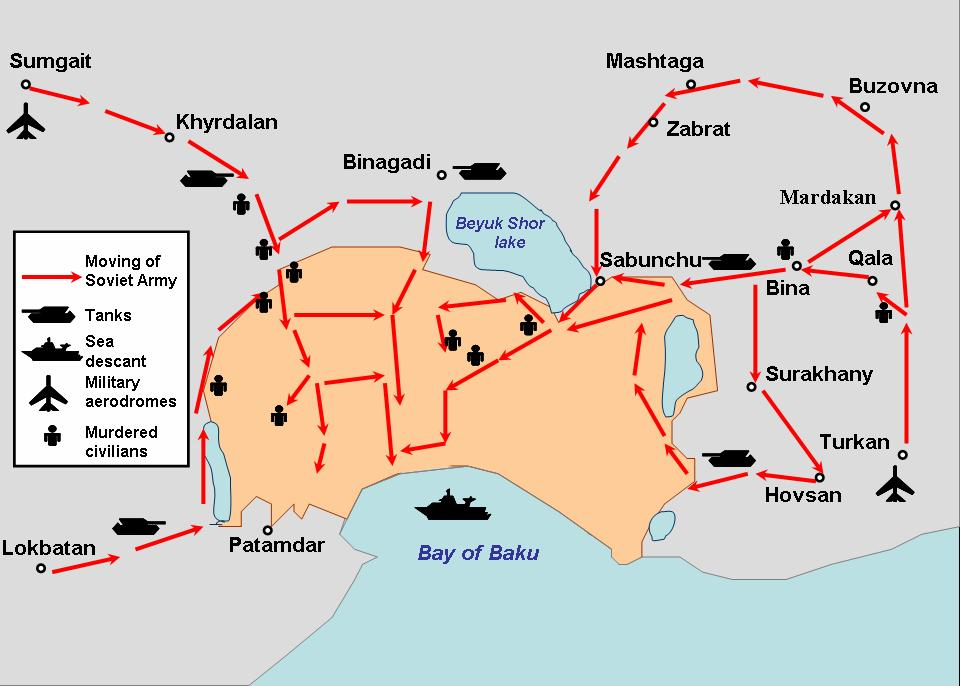
バクーでのソビエト連邦軍の動き

黒い一月事件（くろいいちがつじけん、アゼルバイジャン語: Qara Yanvar）または血の一月事件（アゼルバイジャン語: Qanlı Yanvar）とは、ソビエト連邦末期の1990年1月19日から20日にかけて、アゼルバイジャン・ソビエト社会主義共和国の首都バクーへソビエト連邦軍が侵攻した事件。
事件の背景にはナゴルノ・カラバフ自治州を巡るアゼルバイジャンとアルメニアの対立があるとされる。アゼルバイジャンでは1989年9月にアゼルバイジャン人民戦線が結成され、アルメニア人組織との対立を続けていたが、バクーではアゼルバイジャン人とアルメニア人の大規模な衝突が発生した。連邦政府は軍を派遣しこれを鎮圧したが、130名以上の死者を出す大惨事になった。
この事件を含むナゴルノ・カラバフ戦争の犠牲者は、バクーの殉教者墓地に埋葬されている。

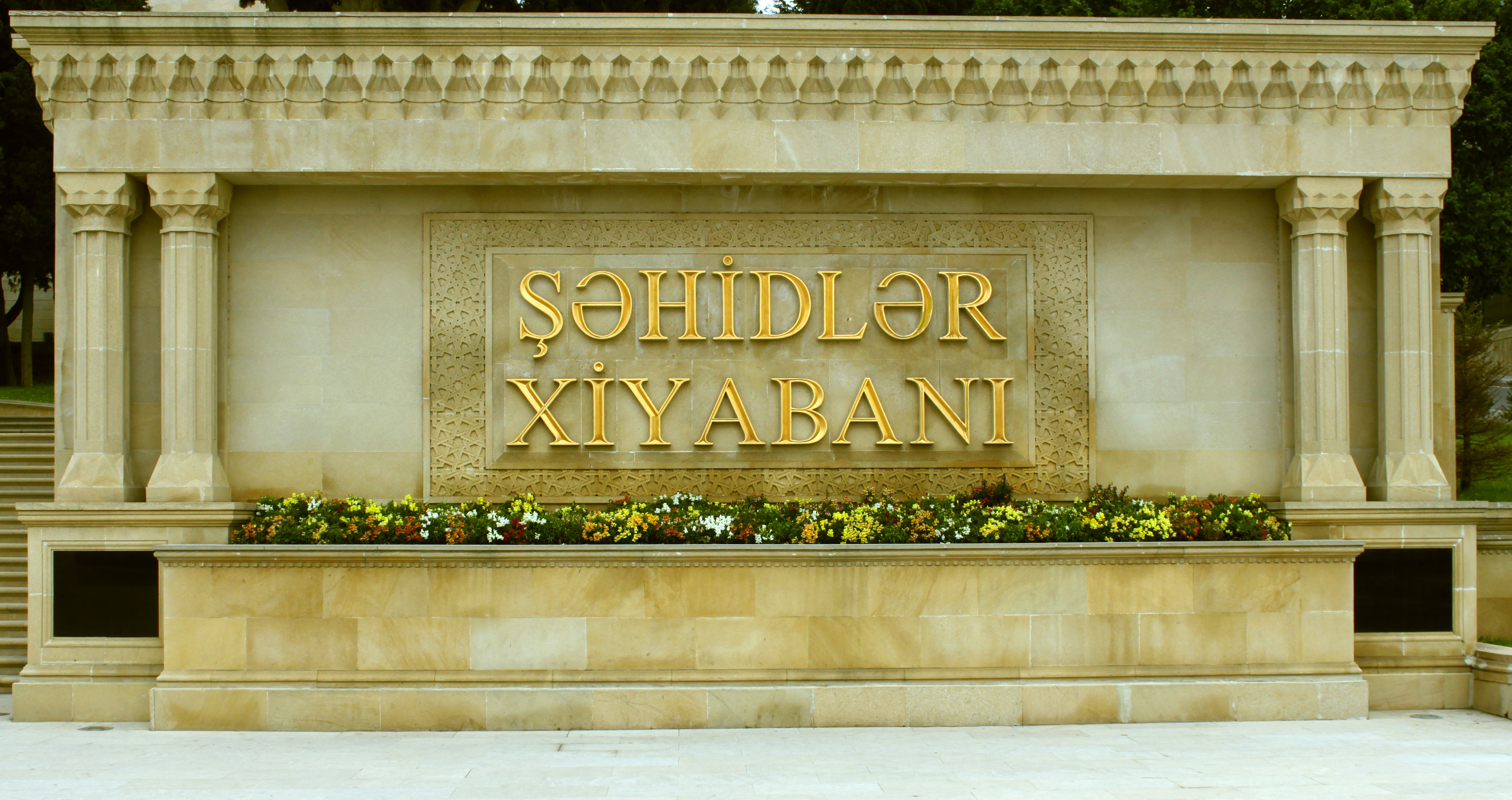
殉教者墓地
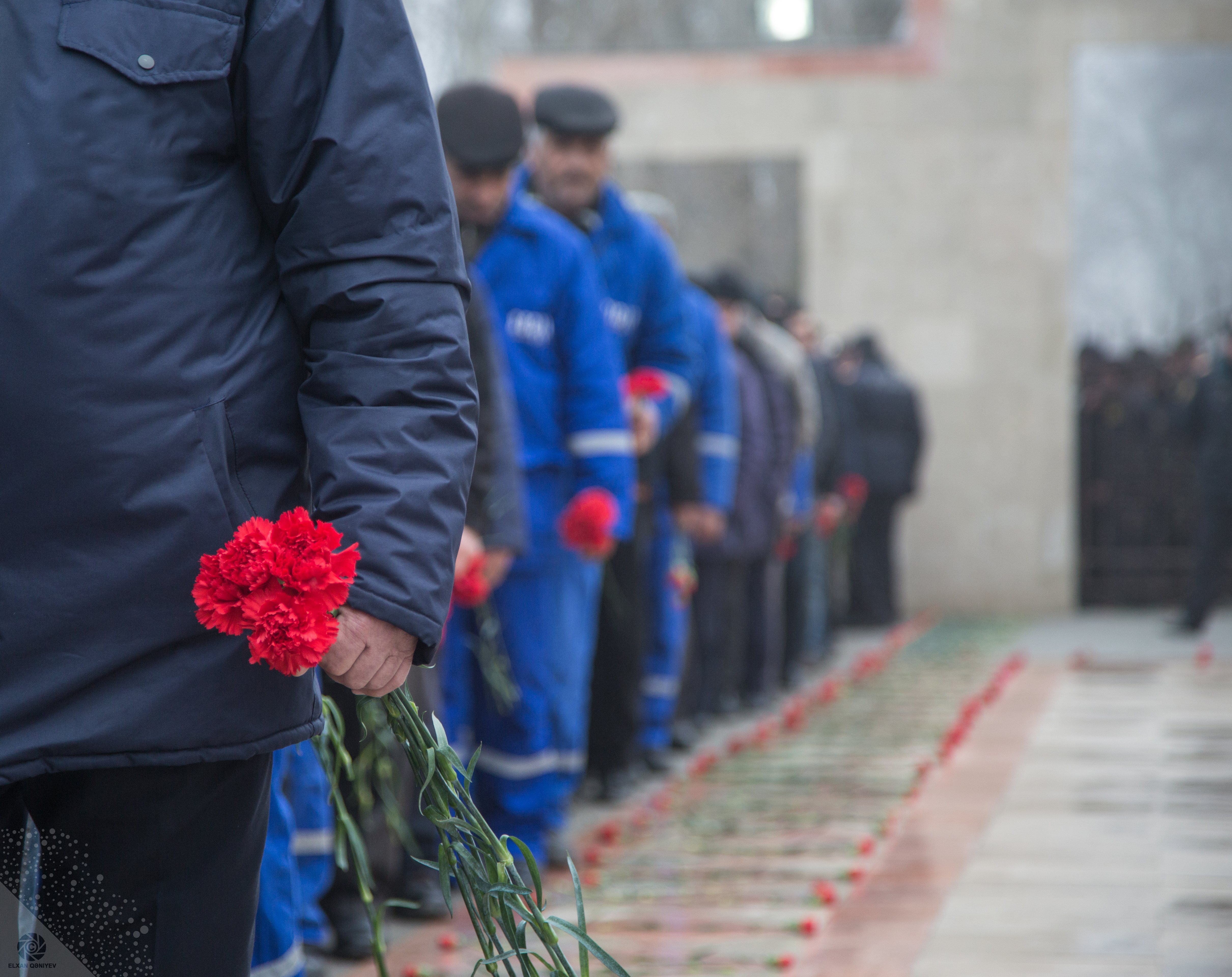
墓地にカーネーションを捧げる人々